# Conistra carnea
Conistra carnea är en fjärilsart som beskrevs av George Francis Hampson 1907. Conistra carnea ingår i släktet Conistra och familjen nattflyn. Inga underarter finns listade i Catalogue of Life.